# 1982 w informatyce
Kalendarium informatyczne 1982 roku
- 1 lutego – rozpoczęto sprzedaż procesora Intel 80286[1].
- 28 maja – założono Electronic Arts[1].
- 17 sierpnia – firma Philips wyprodukowała pierwszą płytę CD[1].
- 19 września – Scott Fahlman jako pierwszy użył emotikony :)[1].
- 1 października – Sony rozpoczęła sprzedaż pierwszych odtwarzaczy audio CD[1].
- grudzień – wydano pierwszą wersję programu AutoCAD[1].
- kwiecień – w Wielkiej Brytanii firma Sinclair Research rozpoczęła sprzedaż komputera ZX Spectrum[2].
- Microsoft zmienił nazwę PC-DOS na MS-DOS. W tym samym roku wydał MS-DOS wersję 1.25[1].
- Założono firmę Compaq[1].
- Rich Skrenta napisał Elk Cloner, pierwszy wirus komputerowy w historii[1].